# Плющєв Олександр Костянтинович
Олекса́ндр Костянти́нович Плю́щєв — майстер-старшина Збройних сил України, учасник російсько-української війни, що відзначився у ході російського вторгнення в Україну.

## Нагороди
- орден «За мужність» III ступеня (2022, посмертно) — за особисту мужність під час виконання бойових завдань, самовіддані дії, виявлені у захисті державного суверенітету та територіальної цілісності України, вірність військовій присязі.